# Popatrz na mnie (singel)
Popatrz na mnie – drugi singel polskiego piosenkarza Pawła Domagały z jego trzeciego albumu studyjnego, zatytułowanego Wracaj. Singel został wydany 5 czerwca 2020.
Kompozycja znalazła się na 15. miejscu listy AirPlay – Top, najczęściej odtwarzanych utworów w polskich rozgłośniach radiowych.

## Geneza utworu i historia wydania
Utwór napisali i skomponowali Paweł Domagała oraz Łukasz Borowiecki, który również odpowiadał za produkcję piosenki.
Singel ukazał się w formacie digital download 5 czerwca 2020 w Polsce za pośrednictwem wytwórni płytowej Mystic Production. Piosenka została umieszczona na trzecim albumie studyjnym Domagały – Wracaj.
4 lipca 2020 utwór został zaprezentowany telewidzom stacji Polsat podczas koncertu Gramy dla Śląska. 
Singel znalazł się w grupie trzydziestu polskich propozycji, spośród których polski oddział stowarzyszenia OGAE wyłaniał reprezentanta kraju na potrzeby plebiscytu OGAE Song Contest 2020. Zdobywając 31 punktów, kompozycja zajęła 25. miejsce w polskich selekcjach.

## „Popatrz na mnie” w stacjach radiowych
Nagranie było notowane na 15. miejscu w zestawieniu AirPlay – Top, najczęściej odtwarzanych utworów w polskich rozgłośniach radiowych.

## Teledysk
Do utworu powstał teledysk w reżyserii Pawła Łukomskiego, który udostępniono w dniu premiery singla za pośrednictwem serwisu YouTube.

## Lista utworów
- Digital download[2]

1. „Popatrz na mnie” – 3:42

## Notowania

### Pozycja na liście airplay
| Kraj   | Lista (2020)      | Najwyższa pozycja |
| ------ | ----------------- | ----------------- |
| Polska | AirPlay – Top     | 15                |
| Polska | AirPlay – Nowości | 1                 |